# Kleinkopf-Flachkäfer
Der Kleinkopf-Flachkäfer (Thymalus limbatus) ist ein Käfer aus der Überfamilie der Cleroidea. Traditionell wird der Käfer in die Familie der Jagdkäfer gestellt. Crowson spaltete diese Familie jedoch auf und stellte Thymalus in die Familie der Peltidae. Kolibáč löste die Familie Peltidae wieder auf und stellte den Käfer in die Unterfamilie Peltinae. Gimmel et al. stellten 2019 eine eigene Familie Thymalidae auf. Zur Gattung Thymalus gehören in Europa drei Arten, von denen nur Thymalus limbatus auch in Mitteleuropa anzutreffen ist. Weltweit werden noch aus Nordamerika, aus Nordafrika und aus Taiwan je eine weitere Art, aus Japan mehrere Arten zur Gattung gerechnet.
In Deutschland ist der seltene Käfer als gefährdet (Kategorie 3) eingestuft.

## Bemerkungen zum Namen
Der Käfer wurde erstmals 1787 unter dem Namen Cassida limbata von Fabricius beschrieben. Der Artname limbata von lat. „limbātus, a, um“ bedeutet „gerandet“. Fabricius führt dazu aus: „thorax aeneus margine obscure rufescente“(lat. „Der Körper ist bronzefarben mit einem dunkelrötlichen Rand“).
Fabricius gibt als Gattungsmerkmal für die Gattung Cassida an, dass die Fühler kettenartig sind (lat. „antennae moniliformis“) was auf den Kleinkopf-Flachkäfer nicht zutrifft. Fabricius schließt sich deswegen 1801 der Meinung von Illiger an, der 1798 den Käfer in die Gattung Peltis einordnet, und nennt den Käfer ebenfalls Peltis limbata. Latreille betrachtet den Namen Peltis als vorbesetzt und ersetzt ihn deswegen 1802 durch den Namen Thymalus.
Die Ableitung des Gattungsnamens Thymalus ist nicht geklärt. Schenkling führt zwei mögliche Herleitungen an: von altgriechisch θύμα thýma, deutsch ‚das Geräucherte‘ oder von altgriechisch θυμάλωψ thymálops, deutsch ‚Glutkohle‘, beide beziehen sich auf die Färbung des Käfers. Latreille, der der Gattung den Namen gab, bemerkt dazu: Cette .. dénomination avoit été donné, par les anciens, à des poissons rares et peux connus (fr. So wurden in der Antike seltene und wenig bekannte Fische benannt).
Bei Sturm heißt der Käfer 1839 Gesäumter Schirmknopfkäfer. Dabei wird die schirmartig gewölbte Gestalt des Käfers, sein bewimperter rundum verlaufender Rand und die knopfförmige Fühlerkeule angesprochen.

## Eigenschaften des Käfers
| |  |
| Abb. 1: 1821: Tony Curtis, Käfer mit Baumschwamm, Mundwerkzeugen, Fühler und Bein |  |
| |  |
| Abb. 2: 1839: Jacob Sturm, Käfer mit Mundwerkzeu- gen, Fühler, Hautflügel, Mittel- und Hinterbein |  |
| |  |
| Abb. 4: 1912 Aedeagus 90 Aufsicht, 90a seitlich a: azygos, bp: basal piece, cm1: first connecting membrane cm2: 2nd connecting membrane ej: ejaculatory duct, ml: median lobe, ms: median strut, ll: lateral lobes |  |
| Abb. 3: Verdau- ungstrakt nach Dufour 1824 c: Malphighische Gefäße |  |

| |
| Abb. 5: Aufsicht und Unterseite |
| |
| Abb. 6: 6b Kopf, 6c: Fühler, 6d: Oberlip- pe, 6e: Oberkiefer, 6g: Unterlippe mit Lippentaster (blau), 6f: Unterkiefer mit Kiefertaster (grün) und Hornhaken (rot) nach Reitter bzw. Sturm               |
| |
| Abb. 7: Tarsen des Vorderbeins (f), Mittelbeins (m) und Hinterbeins (h), a Abstand zum Vergleich |
| |
| Abb. 8: Ausschnitt Flügeldecke stark vergrößert, grün: Punkte eines Punkt- streifens, rot: Punktierung dazwischen                                                                                       |
| |
| Abb. 9: 6: Larve Aufsicht, 6a: Kopf Ober- seite, 6b: Kopf Unterseite 6c: 9. Abdomi- nalsegment, pink: Oberkiefer, rosa: Cly- peus, lila: Oberlippe, blau: Fühler grün: Kiefertaster, gelb: Lippentaster |

Der Käfer ähnelt sehr einem Schildkäfer, was auch die anfangs falsche Zuordnung durch Fabricius 1787 erklärt: Halsschild und Elytren (Flügeldecken) bilden in der Aufsicht ein Oval, das schildartig über Kopf, Brust und Hinterleib hinausragt (Abb. 1). Die Form der Fühler und die Anzahl der Tarsenglieder zeigt jedoch eine ganz andere Verwandtschaft. Der Käfer erreicht eine Länge von fünf bis sieben Millimetern bei einer Breite von gut drei bis knapp 4,5 Millimetern. Der stark glänzende Käfer ist unterseits intensiv rotbraun, oberseits dunkel bronzefarben. Halsschild und Flügeldecken werden zum Rand hin durchscheinend rotbraun, der Rand ist dicht bewimpert. Die Oberseite ist dicht fein abstehend behaart, besonders am Halsschild. Die Behaarung kann jedoch abgerieben sein. Die Unterseite ist gelblich anliegend behaart. Innerhalb des breit nach allen Richtungen abgesetzten Randes ist die Oberseite des Käfers kräftig gewölbt, die Unterseite dagegen ist kaum gewölbt. Der Käfer ist mit einem hauchdünnen weißlichen Reif bedeckt, der leicht zerstört werden kann, aber vom lebenden Tier nachgebildet wird. Dieser Reif ist auf Fotos nur ausnahmsweise zu sehen.
Im Unterschied zum Weibchen ist beim Männchen das letzte Abdominalsternit behaart.
Der Kopf ist weitgehend unter dem Halsschild verborgen, die Augen teilweise verdeckt. Er ist kräftig und dicht punktiert. Die elfgliedrigen Fühler (Abb. 1 6, Abb. 2 C, Abb. 6 6c) sind nicht einander genähert, sondern voneinander entfernt vor den Augen eingelenkt. Sie enden mit einer lockeren dreigliedrigen, abgeplatteten Keule. Es sind lange, tiefe und parallel verlaufende Fühlerfurchen ausgebildet. Die Oberlippe (Abb. 6 6d) ist vorn abgerundet. Die Mandibeln (Oberkiefer; Abb. 6 6e) sind stumpf zweispitzig und an der Basis mit einem Mahlzahn versehen. Die beiden dicht behaarten Unterkieferladen sind etwa gleich lang, die innere Lade ist mit einem doppelspitzigen Hornhaken ausgestattet (Abb. 6 6f gelb bzw. rot). Das Endglied des viergliedrigen Kiefertasters (Abb. 6 6f grün) ist stumpf eiförmig, das Endglied des dreigliedrigen Lippentasters (Abb. 6 6g blau) länglich eiförmig.
Der Halsschild ist fast halbkreisförmig. Die Seiten gehen rund in den abgestutzten bis seicht ausgeschnittenen Vorderrand über. Die Hinterecken sind stark abgerundet. Der Halsschild schließt nur locker an die Flügeldecken an. Er ist dicht und fein punktiert.
Das Schildchen ist dreieckig bis halbrund, breiter als lang und spärlich punktiert.
Die Flügeldecken tragen regelmäßige deutliche Punktstreifen und sind dazwischen sehr fein punktiert (Abb. 8 teilweise grün und rot nachgezeichnet). Eine Schulterbeule ist nur schwach ausgebildet.
Die vorderen Hüfthöhlen sind hinten offen. Der Abstand der Hinterhüften zueinander ist am kleinsten, der der Mittelhüften am größten (in Abb. 5 unten).
Die Beine sind kurz, die Schenkel erreichen nicht den Seitenrand des Körpers. Die schmalen Schienen haben keine deutlichen Enddorne. Die Tarsen sind kürzer als die Schienen. Sie sind alle fünfgliedrig, das Basalglied nur wenig kleiner als die folgenden. Das Klauenglied des Hinterbeins ist größer als die ersten vier Glieder (Abb. 7 h, Abb. 2 N), die Klauenglieder der übrigen Beine so lang wie die ersten vier Glieder zusammen (Abb. 7 f und m, Abb. 2 M).
Früh wurden auch innere Organe des Käfers untersucht. Abbildung 3 zeigt den Verdauungstrakt. Er zeichnet sich unter anderem dadurch aus, dass er nicht vier, sondern sechs Malpighische Gefäße (in Abb. 3 mit c bezeichnet) aufweist. Abbildung 4 stellt den Aedeagus dar. Die Aderung der Hautflügel ist in Abbildung 2L dargestellt.

## Larve
Die Larve (Abb. 9) wurde erstmals 1853 von Chapuis & Cadèze zusammen mit Abbildungen beschrieben. Die Beschreibung wurde 1899 von Ganglbauer ins Deutsche übertragen. Spätere Detailzeichnungen, ein Foto und eine Beschreibung von 2002 findet man im Internet.
Die Larve wird neun bis zehn Millimeter lang. Sie ist etwas abgeflacht und an den Seiten gewulstet. Sie ist durchscheinend weißlich, der Kopf schmutzig gelb. Der Rückenschild der Vorderbrust, je ein seitlicher Fleck auf Mittel- und Hinterbrust und den ersten sieben Dorsalsegmenten des Hinterleibs sowie die Oberseite des neunten Hinterleibssegments sind schwärzlich braun. Die Larve ist mit langen, biegsamen, weißlichen Haaren bekleidet, dazwischen stehen vereinzelt kürzere Haare.
Der Kopf ist halbkreisförmig und etwas in die Vorderbrust zurückgezogen. Hinter der Fühlerwurzel liegen auf beiden Kopfseiten fünf schwarze, hervorstehende Einzelaugen (Abb. 9 6a dunkelblau), die in zwei Schrägreihen angeordnet sind. Die kurzen viergliedrigen Fühler (Abb. 9 hellblau) sind nahe der Mandibelbasis eingelenkt. Der Bau der Mundwerkzeuge geht aus der Abbildung 9 6a und 6b hervor.
Die Beine sind kurz, die Hüften kegelförmig und nach innen und hinten gerichtet. Die Trochanteren sind kurz, Schenkel und Schienen etwa gleich lang, die Tarsen klauenförmig.
Das zehnte Hinterleibssegment dient als Nachschieber. Den Bau des neunten Hinterleibssegments zeigt Abbildung 9 6c.

## Biologie
Die seltene Art kommt zerstreut in urständigen Wäldern mit einem hohen Anteil an Totholz von der Ebene bis ins Gebirge (bis 4500 m Höhe) vor, hauptsächlich in Bergwäldern (Urwaldrelikt). Die Käfer findet man ganzjährig unter der Rinde von verschiedenen Laub- und Nadelbäumen (vor allem Buchen, aber auch häufig Ulmen, Birken, Eichen, Linden, Pappeln, Fichten, Tannen und Kiefern) und außerhalb der kalten Jahreszeit auch an Fruchtkörpern von Baumschwämmen, vor allem dem Zunderschwamm. Sie ernähren sich von Pilzsporen und verpilztem Holz. Bei einer systematischen Aufsammlung von Käfern an zwei verschiedenen Baumschwammarten besuchte Thymalus limbatus beide Schwammarten und wurde ausschließlich nachts auf der Unterseite der Schwämme gefunden. Auf bereits abgestorbenen Fruchtkörpern sind die Käfer nur ausnahmsweise zu finden.
Auch die Larven leben unter der Rinde alter Bäume und ernähren sich von Pilzmycel und verpilztem Holz. Sie überwintern. Die Verpuppung wurde im April beobachtet. Die Jungkäfer zwängen sich mit noch weichem Deckschilden durch die verhältnismäßig kleinen Schlupflöcher nach außen.
Untersuchungen zeigen, dass Thymalus limbatus erst gegen Ende der höchsten Pollenproduktion im Mai am Rotrandigen Baumschwamm (Fomitopsis pinicola) am Fruchtkörper gefunden wird, und zwar ganz überwiegend zur Nachtzeit zwischen 21 Uhr und 4 Uhr morgens. Der Käfer wurde bei Temperaturen zwischen 7 °C und 17 °C am häufigsten beobachtet. Die Präsenz an Fruchtkörpern begann Ende Mai, hatte ihren Höhepunkt Ende Juni und setzte sich bis zum Ende der Beobachtungszeit Mitte September fort. Der Käfer nimmt mit der Nahrung auch Pollen auf und es wurde gezeigt, dass der Pollen nach Durchlaufen des Darmtraktes seine Keimfähigkeit nicht verloren hatte. Es darf deswegen geschlossen werden, dass der Käfer zur Verbreitung des Pilzes beiträgt. Die Verweildauer des Käfers an einem Pilz ist anhand von Fotos nur schwer abzuschätzen.

## Verbreitung
Thymalus limbatus ist nahezu in ganz Europa verbreitet. Das bei Fauna Europaea angegebene Verbreitungsgebiet ist deutlich beschränkter als die in den Verbreitungskarten einzelner Länder angeführten Funde belegen. Demnach erreicht der Käfer im Norden nicht nur Südschweden, sondern auch Norwegen und Finnland. Der Käfer kommt nicht nur in Litauen, sondern auch in Lettland und Estland vor, außerdem in Dänemark.
Im Westen gehört neben Frankreich und den Niederlanden auch Belgien zum Verbreitungsgebiet, außerdem kommt der Käfer auch weiter westlich in Großbritannien und Irland vor.
Auf der Iberischen Halbinsel ist das Vorkommen nicht nur auf den Norden Spaniens beschränkt, der Käfer ist auch aus Portugal bekannt. Die Liste der Länder Zentraleuropas ist durch Polen, Ungarn, Liechtenstein und Slowenien zu vervollständigen. Auch innerhalb des Europäischen Russlands kommt die Art nicht nur im südeuropäischen, sondern auch im zentral- und nordeuropäischen Gebiet vor.
Nach Süden wird das Verbreitungsgebiet durch das Mittelmeer begrenzt. Ob Nordafrika (Tunesien) zum Verbreitungsgebiet gerechnet wird oder nicht, hängt davon ab, ob Thymalus punicus als eigene Art betrachtet wird oder nicht. Im Osten ist der Käfer bis in die Ukraine verbreitet.